# Török Sarolta
Török Sarolta (Pestszenterzsébet, 1945. május 16. – Budapest, 2009. február 21.) magyar színésznő.

## Életpályája
Tanárképző Főiskolát végzett 1974-ben. Színészi pályája 1970-ben a kecskeméti Katona József Színházban indult. 1974-től az Állami Déryné Színház, 1978-tól a jogutód Népszínház társulatának tagja volt, játszott a Budapesti Kamaraoperában, a Józsefvárosi Színházban, a Hókirálynő Meseszínpad, és a Tihanyi Vándorszínpad előadásain is. 1984-től szabadfoglalkozású színművésznő volt. Leányával együtt díszlet- és jelmeztervezéssel is foglalkozott.
Leánya: Szonday Szandra író, költő, cirkuszkutató, blogger.

## Fontosabb színházi szerepei
- Gaetano Donizetti: Az ezred lánya... A grófnő
- Ruggero Leoncavallo: Bajazzók... Parasztlány
- Kodály Zoltán: Háry János... Estrella grófnő
- Oscar Straus: Varázskeringő... Hegedűs Ancsi
- Arthur Miller: Az ügynök halála... Jenny
- George Bernard Shaw: A sors embere... A hölgy
- Valentyin Petrovics Katajev – Aldobolyi Nagy György: Bolond vasárnap... Olga
- Gábor Andor: Dollárpapa... Lili
- Jevgenyij Lvovics Svarc: Hókirálynő... Hercegkisasszony
- Koljo Georgiev: Önmagunk bírái... Kalinka
- Pancso Pancsev: A négy süveg... Bonka
- Tamási Áron: Búbos vitéz... Őzsuta
- Zelk Zoltán: Az ezernevű lány... Vadgalamb
- Kapecz Zsuzsa – Pataki Éva: Tündér a padláson... Kati, a mama
- Szakcsi Lakatos Béla – Csemer Géza: A négy lópatkó... Berbej
- Jacobi Viktor: Leányvásár... Szobalány

## Filmek, tv
- Csocsó, avagy éljen május elseje! (2001)

## Jelmezterveiből
- Grimm fivérek: Hamupipőke (Nektár Színház, 2004)
- Borbély Viktória – Jiling Jácint: Szépség és a Szörnyeteg (Nektár Színház, 2006)
- Tihanyi Tóth Kinga – Bognár Gyula – Tihanyi Tóth László: Elvarázsolt Katinka (Tihanyi Vándorszínpad, 2016)
- Tihanyi Tóth Kinga – Bognár Gyula – Tihanyi Tóth László: Megjött a Mikulás (Tihanyi Vándorszínpad, 2016)

## Díjai, elismerései
- Nívódíj (1974)
- Miniszteri Dicséret (1983; 1990)